# Lesné (Jiřetín pod Jedlovou)
Lesné (deutsch Innozenzidorf, auch Buschdörfel genannt) ist ein Ortsteil von Jiřetín pod Jedlovou (Sankt Georgenthal) im Böhmischen Niederland in Tschechien.

## Geographie
Die Ortschaft in Tschechien liegt im Lausitzer Gebirge unterhalb der Burgruine Tollenstein im engen Tale des Baches Lesenský potok (Goldflössel) an der Hauptstraße Nr. 9 von Česká Lípa (Böhmisch Leipa) nach Rumburk, etwa 1,5 km südöstlich von Jiřetín pod Jedlovou (deutsch Sankt Georgenthal). Östlich erhebt sich der Hörndelrücken, südöstlich der Ziegenrücken.

## Geschichte

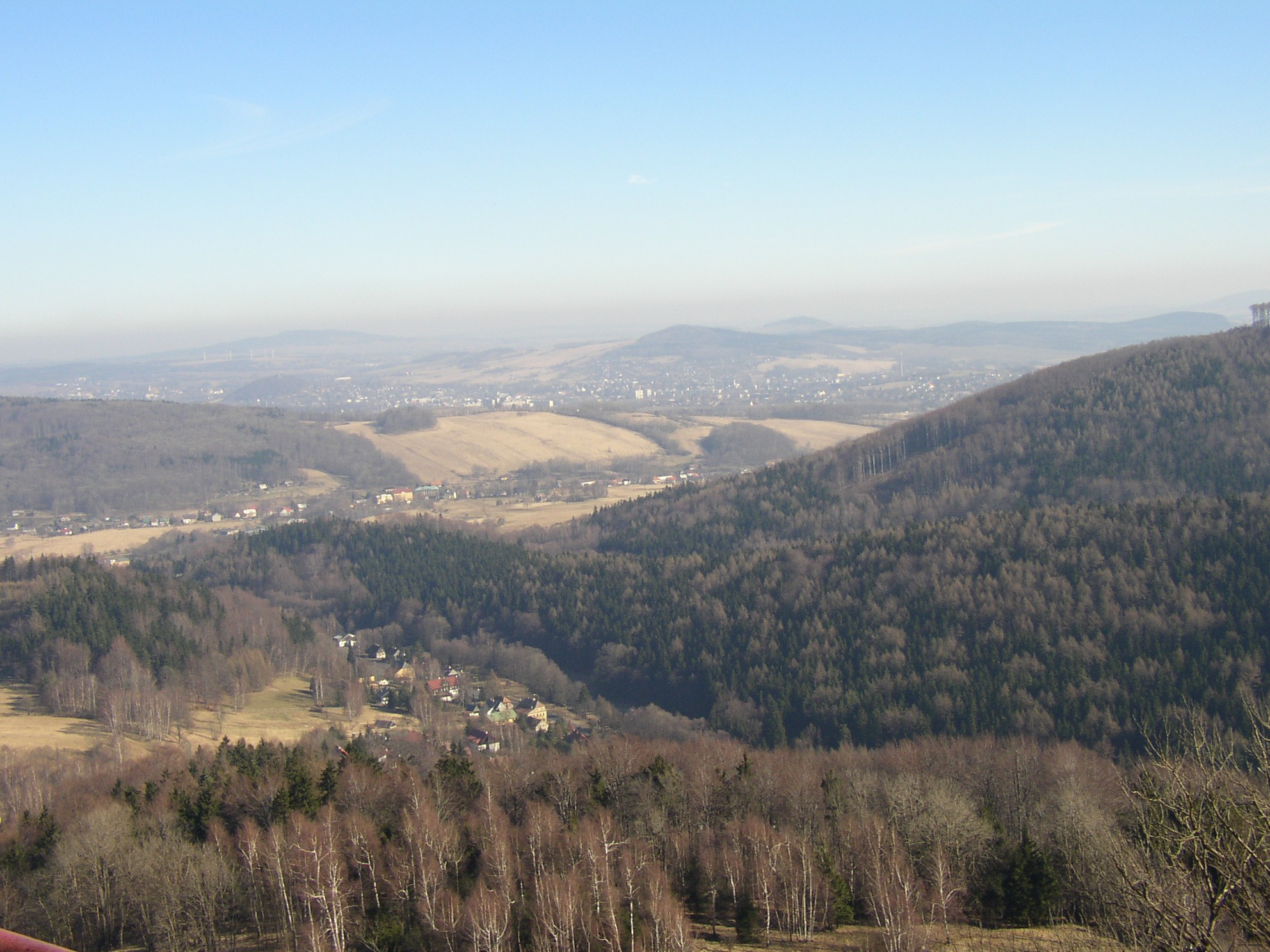
Lesné von der Burgruine Tollenstein

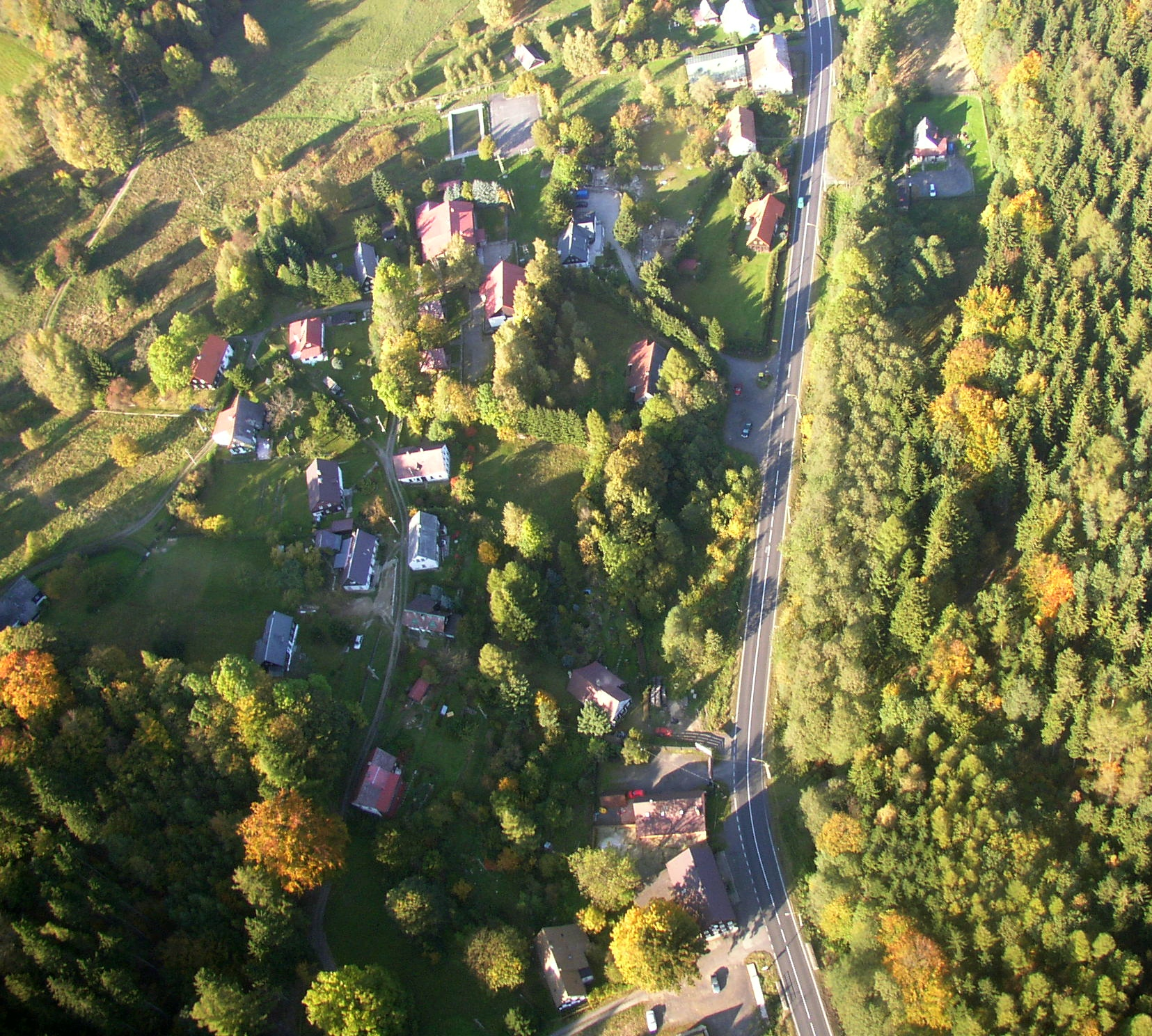
Luftbild von Lesné

Früher war hier nur die Mühle Lesní mlýn (Buschmühle), die später als Brettsäge und Leinbreche fungierte, und die heute ein Erholungsheim ist. Erst nach 1700 wurde vom damaligen Herrschaftsbesitzer Anton Florian von Liechtenstein eine neue Siedlung gegründet, welche ihren Namen zu Ehren von Papst Innozenz XI. (1676–1689) oder Innozenz XII. (1691–1700) erhielt. 1750 hatte die Siedlung etwa 21 Häuser, welche mehrheitlich von Waldarbeitern bewohnt waren. Erst nach 1945 entstand durch Übersetzung von Buschdörfel, wie der Ort bis dahin hieß, der heutige tschechische Namen Lesné (tschech. les = Wald). An der Wende vom 18. zum 19. Jahrhundert fand eine Belebung des Ortes statt, da eine neue Straße von Česká Lípa nach Rumburk gebaut wurde, welche nun auch Touristen nach Lesné führte. Zahlreiche Häuser wurden zu Einkehrhäusern umgebaut, einige davon dienen bis heute als Pension. Durch den Zuzug von Menschen lebten hier um 1880 bereits 312 Menschen. Unterhalb des Ortes befindet sich am Goldflössel der kleine Staudamm Lesenská přehrada.
1949 wurde Lesné gemeinsam mit Rozhled (Tollendorf) an Jiřetín angeschlossen. 1991 hatte der Ort 7 Einwohner. Im Jahre 2001 bestand das Dorf aus 19 Wohnhäusern, in denen 6 Menschen lebten. Heute zählt der Skitourismus zu den Haupteinnahmequellen des Ortes.

## Persönlichkeiten
- Cölestin Johann Johne (* 26. Juli 1819 in Innozenzidorf; † 1858 in Böhmisch Leipa), Dichter